# Monotípia

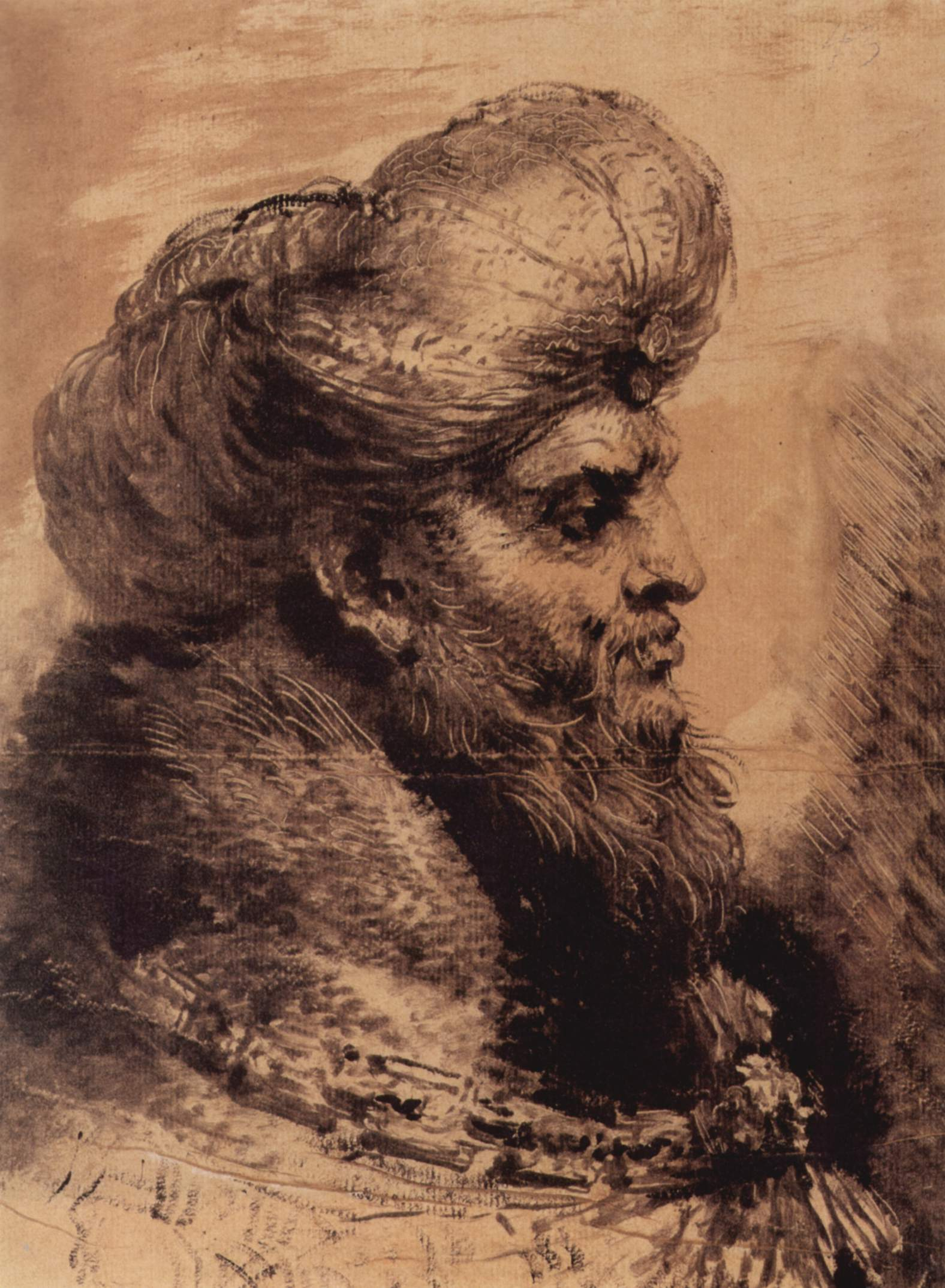
Giovanni Benedetto Castiglione monotípiája

A monotípia a festőművészet és a grafika határmezsgyéjén található képzőművészeti technika. Lényege, hogy egy fémlemezre készült festményt lenyomatnak.
A nyomóforma sima, ezüstözött vagy nikkelezett fémlemez vagy üveglap, amelyre a művész hígítatlan olajfestékkel festi a képet nagyon vékony rétegben. A festék szétterítése, formálása történhet ecsettel vagy ujjakkal. A csúcsfényeknél a lemez csupasz marad, vagy ronggyal letörlik, itt a papír fehérsége fog érvényesülni. Ha elkészült a festmény, a réznyomatokhoz használt sajtóban megnedvesített papírra nyomtatják át a kissé felmelegített lemezről a még friss képet.
Az így készült nyomat színei lazúrosan egymásbafolynak, az akvarellhez hasonlítanak. Csak egyetlen példány készíthető vele, viszont a fémlemez tisztítás után újra használható.
Monotípia úgy is készülhet, hogy a sima felületű fém vagy üveglemezre festékező hengerrel egyenletes festékréteget visznek fel, melyre egy lapot fektetnek, amit előtte célszerű finoman hintőporral bedörzsölni, hogy ne ragadjon a felfestékezett lemezre. Ezután még egy lapot fektetnek fel, ezeket lerögzítik hogy ne mozoghassanak el. A legfelső lapra a művész különböző keménységű ceruzával vagy más rajzeszközzel egy rajzot visz fel. A rajzeszköz nyomása miatt a felfestékezett lemezről a festék átkerül a ráfektetett lapra. Ezzel létrejön a rajzról az egyszeri nyomat. Többszínű nyomat is készíthető ha a lemezt egy másik színnel festékezik fel majd megismétlik az eljárást. Ezen kívül ha a lemezt (melyről a megfelelő helyeken már átkerült a festék a lapra) a sajtóban lenyomtatják, megkapható a nyomat negatív képe is.
Az így készült nyomatok viszont a használt rajzeszköz (ceruza, toll) sajátosságait hordozzák magukban.
A monotípiát Giovanni Benedetto Castiglione itáliai festő és rézmetsző találta fel az 1640-es években, de a későbbiekben viszonylag ritkán alkalmazták. Edgar Degas szívesen folyamodott e technikához.